# Azimi Lima
Azimi Lima född 1981 i Kabul, var Afghanistans kvinnliga deltagare vid VM i friidrott 2003 i Paris. Hon var sitt lands första kvinna i ett internationellt mästerskap. Hon deltog på 100 meter och hennes resultat, 18,37 sekunder, var också afghanskt rekord eftersom ingen kvinna hade sprungit före henne.